# Ligne 4 du métro de Bilbao
Pour les articles homonymes, voir Ligne 4.
La ligne 4 du métro de Bilbao est un projet de ligne de métro qui devrait relier la gare de Moyua à la future gare de Rekalde.

## Tracé et stations
Avec ces deux terminus, la ligne comprendra également deux autres stations intermédiaires, Zabalburu et Irala. Ainsi, la Ligne 4 disposera de 4 gares dans une première phase. Le Gouvernement basque étudie d'étendre la ligne avec 3 gares supplémentaires, Plaza Euskadi, Université de Deusto et Matiko, où la ligne relierait la ligne 3.

## Histoire
Le 24 janvier 2008, le tracé préliminaire de la ligne 4 du métro de Bilbao est devenu public, entre Moyua et Rekalde, en tenant compte des exigences vicinales, qui réclamaient que la Ligne 3 arrive jusqu'au quartier. Bien que cette demande n'ait pas pu être menée à bien vu les coûts élevés, il a été décidé d'étendre le tracé du Tramway de Bilbao jusqu'à ce quartier de Bilbao. Cette option n'a pas été très bien reçue par quelques habitants du quartier, qui ont continué à réclamer le métro. Ainsi, le Gouvernement basque a supprimé l'extension déjà projetée du Tramway de Bilbao à ce quartier, et a commencé à étudier la future ligne qui arriverait au quartier.
Le 2 décembre 2009, le gouvernement basque annonçait la possibilité d'étendre la Ligne 4 entre les gares de Moyua et de Matiko, avec deux arrêts intermédiaires dans la Plaza Euskadi, avec la Tour Iberdrola, et dans les environs de l'Université de Deusto. Dans la nouvelle gare terminale, Matiko, la Ligne 4 reliera la Ligne 3 du métro de Bilbao, actuellement en construction, et reliera Bilbao avec son Aéroport.
En novembre 2020, le gouvernement basque annonce vouloir prolonger la future ligne 4 du métro jusqu'à Zorroza.

## Accès[3]

### Station de Moyua
- Calle (rue) Ercilla
- Place Moyua

### Station de Zabalburu
- San Francisco
- Egaña

### Station d'Irala
- Tour Urizar
- Eskurtze

### Station de Rekalde
- Calle (rue) Citadelle
- Plaza Rekalde